# Baghead (film, 2023)
Pour plus de détails, voir Fiche technique et Distribution.
Baghead est un film britannique, réalisé par Alberto Corredor, sorti en 2023.

## Fiche technique
- Titre original : Baghead
- Réalisation : Alberto Corredor
- Scénario :
- Musique :
- Production :
- Société de production :
- Société de distribution :
- Pays d'origine :  Royaume-Uni
- Langue originale : anglais
- Genre : Horreur
- Durée :
- Dates de sortie : 2023
- Classification :
  - France : Interdit aux moins de 12 ans lors de sa sortie en VOD et à la télévision.

## Distribution
- Freya Allan (VF : Clara Quilichini) : Iris Lark
- Ruby Barker (VF : Déborah Claude) : Katie
- Jeremy Irvine (VF : Marc Arnaud) : Neil
- Peter Mullan (VF : Patrick Raynal) : Owen Lark
- Svenja Jung (VF : Cindy Tempez) : Sarah
- Saffron Burrows (VF : Nathalie Spitzer) : Catherine
- Ned Dennehy (VF : Gérard Sergue) : Anwalt
- Julika Jenkins (en) (VF : Sylvia Bergé) : Regina
- Felix Römer (de) (VF : Jean-Bernard Guillard) : Otto Vogler
- Anne Müller (de) : Baghead

Version française dirigée par Philippe Blanc au studio EVA, d'après une adaptation des dialogues de Marc Girard-Igor.
 Source et légende : version française (VF) sur RS Doublage et carton du doublage français.